# Jelly Belly presented by Kenda/2010
Deze pagina geeft een overzicht van de wielerploeg Jelly Belly presented by Kenda in 2010.

## Renners
| Naam                 | Geboortedatum | Nationaliteit    | Ploeg 2009                                      |
| -------------------- | ------------- | ---------------- | ----------------------------------------------- |
| Jonathan Chodroff    | 05-05-1985    | Verenigde Staten | OUCH presented by Maxxis                        |
| Anthony Colby        | 17-02-1979    | Verenigde Staten | Colavita/Sutter Home Presented by Cooking Light |
| William Dickeson     | 26-03-1983    | Australië        | Savings and Loans                               |
| Michael Friedman     | 19-09-1982    | Verenigde Staten | Garmin-Slipstream                               |
| Sergio Hernández     | 08-01-1985    | Verenigde Staten | Rock Racing                                     |
| Charles Bradley Huff | 05-02-1979    | Verenigde Staten | Jelly Belly Cycling Team                        |
| Carter Jones         | 27-02-1989    | Verenigde Staten | neoprof                                         |
| Sean Mazich          | 11-05-1986    | Verenigde Staten | neoprof                                         |
| Jeremy Powers        | 29-06-1983    | Verenigde Staten | Jelly Belly Cycling Team                        |
| Kiel Reijnen         | 01-06-1986    | Verenigde Staten | Jelly Belly Cycling Team                        |
| Will Routley         | 23-05-1983    | Canada           | Symmetrics Cycling Team                         |
| Bernard Van Ulden    | 11-09-1979    | Verenigde Staten | Jelly Belly Cycling Team                        |

2000 · 2001 · 2002 · 2003 · 2004 · 2005 · 2006 · 2007 · 2008 · 2009 · 2010 · 2011 · 2012